# Мелинда Кларк
Мелинда Кларк (на английски: Melinda Clarke) е родена на 24 април 1969. Тя е американска актриса, която се снима в телевизионни сериали и независими филми. Най-известната ѝ роля е на Джули Купър в сериала Ориндж Каунти.